# Robert Le Coq
Robert Le Coq (Montdidier c. 1310 - Estella, 12 de septiembre de 1373 ), referido a veces en España como Roberto de Cosos, fue un magistrado y prelado francés, prepósito de Soissons, obispo de Laon (1351-1358) y de Calahorra (1362-1373), además de consejero de Carlos II de Navarra.

## Biografía

### Formación y ascenso político
Nacido en Montdidier, su padre era un oficial real al servicio de Felipe de Valois, duque de Orleans, lo que facilitó sus estudios de derecho en la Universidad de Orleans. Su preparación y sus cualidades propician su ingreso entre los abogados del Parlamento de París, estando ya en 1350 en el entorno de Felipe IV de Valois, primero, y a su muerte, Juan II de Francia le pone al frente de la Jefatura de Demandas y de la Consejería para Asuntos del Clero. En un solo año, entre 1350-1351, se le nombra «canónigo tesorero de la iglesia Ruan, predicador de la de Amiens, canónigo de Thérouanne, obispo de Laon, par de Francia y miembro del Consejo Real.» El 27 de octubre de 1351 representa al rey en el tratado de Villeneuve-lès-Avignon firmado entre Juan II, en nombre del delfín, con Amadeo VI de Saboya. Poco después, el 8 de febrero de 1354, estaba con Guy de Boulogne y Pedro I, duque de Borbón, y Juan VI, conde de Verdún, en Mantes, negociando con Carlos II de Navarra el tratado suscitado tras el asesinato de Carlos de la Cerda, condestable de Francia y valido de Juan II de Francia. Este acuerdo se firmaría el 22 de febrero siguiente.
Se puso del lado de Carlos II de Navarra contra Pierre de La Forest, que deseaba el puesto de canciller de Normandía. Asimilado al partido navarro, fue objeto en 1356 de los llamados artículos contra Robert Le Coq. Durante la reunión de los Estados Generales de 1356 y 1357, jugó un papel muy importante así como en el levantamiento parisino provocado por Étienne Marcel. Contribuye con este último a imponer al regente (futuro Carlos V de Francia) la gran ordenanza de 1357. Después de la caída de Étienne Marcel (1358), es excluido de la amnistía que sigue al Tratado de Calais (1360). Habiendo perdido su obispado, se refugió en España donde Carlos II de Navarra le ofreció 800 coronas de renta. En 1362 se convirtió en obispo de la diócesis de Calahorra y murió en Estella el 12 de septiembre de 1373.

### El intento de fuga
El tío del Delfín, el emperador Carlos IV, sufrió una ofensiva diplomática de los ingleses, preocupado por la creciente influencia de los franceses en el oeste del imperio. Dado que Borgoña, el Delfinado y muchos baluartes estaban controlados por los franceses, amenazó con renegociar su alianza con su cuñado Jean le Bon. Emancipa al duque de Borgoña por sus posesiones en la tierra del Imperio que son administradas por su corta edad por su suegro, el rey de Francia. El rey se muestra intransigente y la tensión aumenta. El Delfín Carlos, muy cercano a su tío y que corre el riesgo de perder allí al Delfín, se opone a la forma de proceder de su padre. Enfrentado a él por Robert Le Coq (uno de los navarros más fervientes, jugando a dos bandas con Jean le Bon) que no deja de asegurarle que su padre intenta echarle del poder, organiza con la ayuda de los navarros organizar una fuga con el objetivo de encontrarse con el emperador, rendirle homenaje y aliviar las tensiones. Debe tener lugar en diciembre de 1355. El rey, enterado del complot por Robert de Lorris, llama a su hijo y le confía Normandía como un infantazgo para tranquilizarlo de sus sentimientos hacia él y contrarrestar el trabajo de socavamiento de los navarros.

### Estados Generales de 1355 y 1356
Étienne Marcel no está en esencia en contra de los Valois. Por el contrario, los intereses del rey y los de los círculos empresariales parisinos convergen: la guerra provocó el bloqueo de las rutas económicas y la prosperidad de París dependía de la seguridad del Sena y el acceso a Flandes. En los Estados Generales del 8 de mayo de 1355, se intenta simplificar el cálculo del impuesto para hacerlo más eficiente. Pero los impuestos no entraron y el rey recurrió una vez más a los odiados manipuladores de divisas: llamó a Jean Poilevillain ya Nicolás Braque, a los que nombró respectivamente para Contabilidad y Moneda. La moneda se devalúa de nuevo: los ingresos y las rentas disminuyen con gran disgusto de la burguesía, la nobleza y los prelados: aumenta la ira.

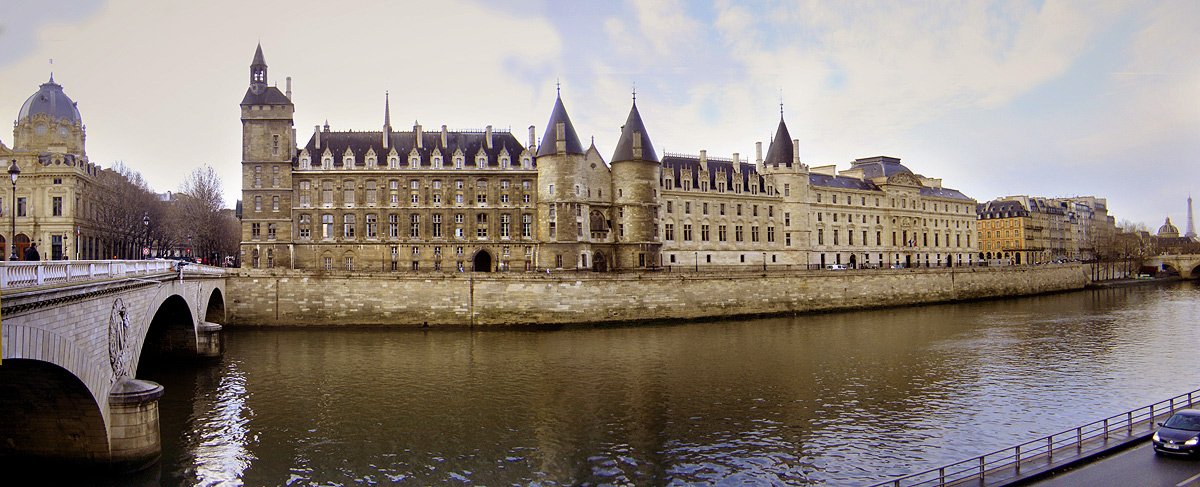
El Palacio de la Cité de París.

Ante la amenaza inglesa, Jean le Bon convoca a los Estados Generales de langue d'oïl en París, en el gran salón del Palais de la Cité, el 2 de diciembre de 1355, para levantar el ejército de 30 000 hommes que juzga necesario. Étienne Marcel y sus aliados (su primo Imbert de Lyon, su socio Jean de Saint-Benoît, su predecesor en la rectoría de los comerciantes de París Jean de Pacy, así como sus regidores Pierre Bourdon, Bernard Cocatrix, Charles Toussac y Jean Belot) están allí. los principales representantes de las ciudades. Los Estados Generales desconfían mucho de la gestión de las finanzas públicas (calentados por las devaluaciones provocadas por los cambios monetarios que provocaron que la casa de la moneda real perdiera 82% de su valor en un año). La nobleza cuyas devaluaciones reducen sus ingresos (las regalías adeudadas sobre sus tierras son de una cantidad fija) tiene una necesidad imperiosa de una moneda fuerte. Los comerciantes en su mayoría necesitan una moneda estable. Después de las cabalgatas del Príncipe Negro en Languedoc y del Duque de Lancaster en Artois, los Estados Generales se dieron cuenta de la necesidad de formar un ejército, pero más aún de financiar guarniciones para defender las ciudades. Aceptan el levantamiento de un impuesto a las transacciones comerciales de 8 denarios por libra, con la condición de poder controlar la implementación y el uso de los fondos recaudados y que se emita una moneda fuerte. Un colegio de 9 oficiales (3 por orden) que cobraría el impuesto debe ser designado por los Estados Generales.
Los impuestos llegaron mal y la nueva moneda se devaluó rápidamente, los Estados Generales se reunieron nuevamente en marzo de 1356 y decidieron ampliar la base impositiva gravando también los ingresos de la propiedad. Esto es difícil porque requeriría una administración capaz de cuantificar los ingresos de los contribuyentes.
Con este ejército financiado por los Estados Generales, el rey persigue al Príncipe Negro lanzado en un nuevo viaje. Lo alcanza al sur de Poitiers. El desafío es más que militar : es necesario restaurar la imagen de la nobleza, en gran medida empañada desde el desastre de Crécy y que, además, es incapaz de proteger al pueblo de los saqueos cuando este es precisamente su papel en la sociedad medieval. Con este espíritu envió de regreso las tropas enviadas por las ciudades para apoyarlo en la batalla de Poitiers : el rey y la nobleza tenían que ganar. La batalla tiene lugar en19 septembre 135619 de septiembre de 1356 El rey Jean le Bon, no queriendo huir como había hecho su padre en Crécy, lucha heroicamente. Fue hecho prisionero por los ingleses, pero adquirió gran prestigio en este asunto y salvó su corona. El Príncipe Negro impresionado hace arreglos para que sea recibido con honores durante su cautiverio en Londres.
Su hijo el delfín Carlos, que pudo abandonar el campo de batalla, aseguró la regencia e intentó negociar con Inglaterra mientras los mercenarios desmovilizados, reunidos en grandes compañías, saqueaban el campo. Para evitar tales excesos, el Delfín propone crear un ejército permanente de 30 000 hombres. Para ello tuvo que buscar financiación mediante la recaudación de nuevos impuestos, que solicitó a los Estados Generales convocándolos de nuevo.

### La ordenanza de 1357

#### La monarquía controlada
Los inicios de la regencia del delfín Carlos son difíciles: solo tiene dieciocho años, poco prestigio personal (sobre todo porque abandonó el campo de batalla de Poitiers a diferencia de su padre y su hermano Felipe II de Borgoña), poca experiencia y debe cargar sobre sus hombros el descrédito de los Valois. Se rodea de miembros del consejo del rey de su padre, que son muy menospreciados.
Los Estados Generales se reúnen el 17 de octubre de 1356. El delfín, muy debilitado, se encontrará con una fuerte oposición: Étienne Marcel, al frente de la burguesía, aliado con los amigos de Carlos II de Navarra, agrupados en torno al obispo de Laon, Robert Le Coq. Los Estados Generales declararon al Delfín lugarteniente del rey y defensor del reino en ausencia de su padre y le añadieron un consejo de doce representantes de cada orden.
Los Estados Generales exigen la destitución de los consejeros más comprometidos (reinados por haber devaluado brutalmente la moneda en varias ocasiones), la posibilidad de elegir un consejo que asista al rey así como la liberación de los navarros. El Delfín, cercano a las ideas reformistas, no se opone a otorgar un mayor protagonismo a los Estados Generales en el control de la monarquía. Por otro lado, la liberación de Carlos de Navarra es inaceptable porque pondría fin al reinado de los Valois. No lo suficientemente poderoso como para poder rechazar estas propuestas desde el principio, el Delfín pospuso su respuesta (alegando la llegada de mensajeros de su padre), destituyó a los Estados Generales y abandonó París, estableciéndose su hermano Luis, el futuro duque de Anjou. temas de actualidad Los Estados Generales se posponen y serán convocados nuevamente el 3 de febrero de 1357.
Antes de partir, el 10 de diciembre de 1356, el Delfín publica una ordenanza que da lugar a una nueva moneda, que le permitiría llenar sus arcas sin pasar por los Estados Generales. En esta ocasión se trata de un refuerzo monetario de 25 %, que beneficia a los terratenientes: es decir, a la nobleza, al clero y al patriciado urbano (que poseen buena parte de los bienes inmuebles de las grandes ciudades) y por tanto a las categorías sociales representadas en los estados generales. Esto provocó el clamor de la población parisina, que vio aumentar sus alquileres en un 25 %. Étienne, eligió el partido de los compañeros y de los comerciantes contra la gran burguesía y los especuladores a los que responsabilizó de sus desgracias en la sucesión de Pierre des Essars: se convirtió en el amo de la calle. Estallaron enfrentamientos y Étienne Marcel presionó a Louis d'Anjou y luego al Delfín que tuvo que revocar la ordenanza y revocar los Estados Generales.
Durante este tiempo, el Delfín fue a Metz a rendir homenaje a su tío el emperador Carlos IV para el Delfín, lo que le permitió obtener su apoyo diplomático. A su regreso amars 1357marzo de 1357 , acepta la promulgación de la “gran ordenanza“, esbozo de una monarquía controlada y vasto plan de reorganización administrativa, pero obtiene el mantenimiento en cautiverio de Carlos de Navarra. Una comisión de purga debe despedir y condenar a los funcionarios infractores (especialmente a los recaudadores de impuestos sin escrúpulos) y confiscar sus propiedades. Nueve asesores del delfín son despedidos (Étienne Marcel se venga de Robert de Lorris). Seis representantes de los Estados Generales entran en el Consejo del Rey, que se convierte en consejo de vigilancia. La administración real es vigilada de cerca: las finanzas, y en particular las transferencias monetarias y las subvenciones extraordinarias, están controladas por los estados generales.

#### En el corazón del enfrentamiento entre Carlos de Navarra y el delfín
Por lo tanto, se establece un gobierno del regente controlado por los Estados Generales con su consentimiento. Conviven dos concejos: la del Delfín y la de los Estados Generales. Pero para los reformadores y particularmente para los navarros esto no es suficiente : el regreso del rey del cautiverio puede poner fin a este juicio institucional. Por otro lado, el Delfín va ganando confianza y no duda en agosto en llamar a los concejales sacrificados y pedir al preboste de los comerciantes que se ocupe sólo de los asuntos municipales. Étienne Marcel y Robert Le Coq organizan por tanto la liberación de Carlos de Navarra que puede reclamar la corona y sigue encerrado. Sin embargo, para despejarse del Delfín, se le dio a este lanzamiento un carácter espontáneo, dándole la apariencia de una mano amiga de leales navarros.

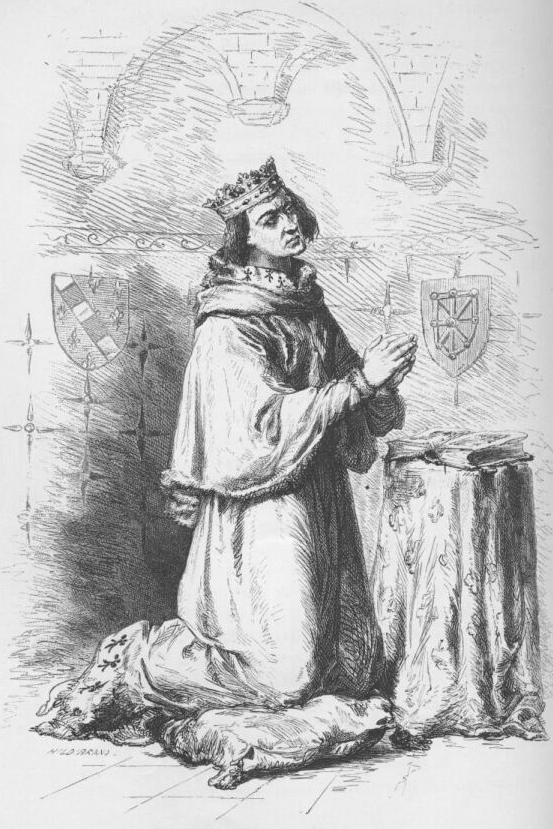
Carlos II de Navarra orante. Ilustración del.

El regreso de Carlos de Navarra está minuciosamente organizado: es puesto en libertad el 9 de noviembre, fue recibido con el protocolo reservado al rey en las ciudades por donde pasaba, recibido por los notables y la multitud reunida por los Estados Generales. La misma ceremonia se repite en cada ciudad desde Amiens hasta París: es recibido por el clero y los burgueses en procesión, luego arenga a toda una multitud, explicando que fue despojado e injustamente encarcelado por Jean le Bon a pesar de que es de línea real.
Ante un hecho consumado, el delfín no pudo rechazar la petición de Étienne Marcel y Robert le Coq y firmó cartas de remisión para los navarros. el 30 de noviembre arenga a 10.000 parisinos reunidos por Étienne Marcel en el Pré aux Clercs. El 3 de diciembre Étienne Marcel se invita con un fuerte partido burgués al Consejo del Rey que debe decidir sobre la rehabilitación de Carlos de Navarra, con el pretexto de anunciar que los Estados Generales reunidos en el Couvent des Cordeliers han consentido en recaudar el impuesto solicitado por el Delfín y que sólo queda por obtener el acuerdo de la nobleza. El Delfín sólo puede consentir y rehabilitar a Carlos de Navarra.
Aún más peligroso para los Valois, los Estados Generales deben resolver la cuestión dinástica el 14 de enero de 1358. Carlos de Navarra aprovecha la espera de un mes para hacer campaña. El delfín participa activamente en la organización de la defensa del país contra los muchos mercenarios que, por falta de pago, saquean el país. Los mariscales de Normandía, Champaña y Borgoña acuden a su corte. Acantonó en París un ejército de 2000 hommes del Delfinado con el pretexto de proteger París de los abusos de las Grandes Compañías. Esto pone a la ciudad bajo presión. El 11 de enero, habla con los parisinos en Les Halles explicando por qué está levantando un ejército y cuestionando a los Estados Generales sobre su incapacidad para garantizar la defensa del país a pesar del dinero recaudado durante la recaudación de impuestos. : es un éxito y Étienne Marcel debe organizar otras reuniones infiltradas por sus partidarios para ponerlo en apuros. El 14 de enero, no pudiendo los Estados Generales ponerse de acuerdo sobre la cuestión dinástica, ni sobre la elevación de un nuevo impuesto, se decide una nueva mutación monetaria para rescatar las arcas del Estado. Los ánimos se calientan contra los Estados Generales, en beneficio del Delfín.
La ejecución de la ordenanza de 1357 se bloquea rápidamente. Se nombró la comisión de purificación, pero solo funcionó durante cinco meses. Los recaudadores de impuestos designados por los Estados Generales encuentran la hostilidad de los campesinos y artesanos pobres. Los seis diputados que ingresaron al consejo de vigilancia son minoría y los estados generales carecen de la experiencia política para controlar permanentemente el poder del delfín que, adquiriendo conocimientos, recupera el apoyo de los funcionarios. Los frecuentes viajes, caros y peligrosos en la época, desanimaban a los diputados provinciales y los Estados Generales eran cada vez menos representativos. Poco a poco, sólo la burguesía parisina llegó a sentarse en las asambleas. Finalmente, Juan II, que conserva un gran prestigio, desautoriza al Delfín y, desde su prisión, prohíbe la aplicación de la ordenanza de 1357. Étienne Marcel, constatando el fracaso de la instauración de una monarquía controlada por legisladores, intenta que se proclame por la fuerza. No cuestiona la necesidad de tener un soberano, pero busca comprometerse con quien le deje más poder. Oscila entre la supuesta debilidad del Delfín y la ambición de Carlos II de Navarra.
El 1 de octubre de 1357 los parisinos y el Delfín se reconcilian en Saint Remi. Le Coq se resiste pero regresa al Consejo. El delfín en este tiempo se ve sometido a los caprichos de los parisinos y del entramado político del obispo que le somete a todo cuanto deseaba el rey de Navarra en su propio beneficio.

### Consejero de Carlos II de Navarra y obispo de Calahorra (1362-1373)
Desde el 1 de diciembre de 1362 se tiene constancia documental de que Carlos II le daba el tratamiento de consejero y así continuaba siendo el 1 de febrero de 1363, el 11 de septiembre de 1364. Su función no se limitaba a asesorarle o mediar de embajador sino incluso a un apoyo económico realizando préstamos con fondos de las arcas del obispo que servían para cubrir los gastos del rey. Hay constancia documental de que el 21 y 29 de agosto, Carlos, desde Pamplona y Tiebas, «mandaba al tesorero del reino pagar al obispo 600 florines que le había prestado sobre la imposición de dos sueldos por marco de plata que tenía que recibir.»
En la primavera de 1364, junto al señor de Luxa (Ultrapuertos), Arnalt Lup, visita al príncipe de Gales, en el sur de Francia. El pago de los gastos de esta embajada son reconocidos por el obispo el 22 y 23 de septiembre de 1364 mediante su firma y los recibe del tesorero del reino, García Martínez de Elcarte, por una cantidad de 300 florines, y poco después, el 30 de octubre de 1364, y desde Olite, «Carlos II manda al tesorero que pague a Robert  61 escudados, seis sueldos y 9 dineros carlines que gastó además de los 300 florines en el viaje, por su orden, a donde estaba el príncipe de Gales.» Y de nuevo, esta vez el 2 de noviembre sella un recibí de cantidades anteriores «"para sus gastos, los del señor de Lucxa" y las gentes que los acompañaban al príncipe de Gales.»
A finales del verano siguiente, el 13 de septiembre de 1365, el clérigo Pierres Bourgoiz reconoce el recibo de 600 florines de manos del tesoro del reino «para los gastos de viaje del obispo de Calahorra y del alférez del reino Martín Enrique, al ducado de Guyena para tratar con el príncipe de Gales algunos negocios secretos.»

### Residencia en Viana
Aun estando su sede episcopal en Calahorra, reino de Castilla, y siendo el obispado sufragáneo de la Archidiócesis de Zaragoza, estableció su sede en Viana, en Navarra, dentro del control regio de Carlos II. Viana, como arcedianato de la diócesis de Calahorra, era una plaza fuerte «con un cabildo con iglesias de prestigio y una aljama donde abundaban los prestamistas y cambistas de frontera.»

## Fallecimiento
Murió en Estella el 12 de septiembre de 1373. Coinciden esos días de su fallecimiento en Estella tanto el rey Carlos II como el cardenal Guido de Bolonia. Carlos II deambuló entre Estella, Viana y Laguardia entre el 17 y el 31 de agosto. En Estella estaba de nuevo el 10 de septiembre. Quizá su paso por Viana fuera para llevarse al obispo a «negociar con el cardenal legado, o si corrió de Laguardia a Estella, donde su amigo y consejero se hallaba moribundo.»